# Struthisca hormotris
Struthisca hormotris is een vlinder van de familie van de zakjesdragers (Psychidae). De wetenschappelijke naam van deze soort is voor het eerst voorgesteld door Edward Meyrick in een publicatie uit 1908.
De soort komt voor in Malawi.